# Syncallia carteri
Syncallia carteri is een vlinder uit de familie van de stippelmotten (Yponomeutidae). De wetenschappelijke naam van de soort werd in 1891 gepubliceerd door Walsingham.